# Жнин (гмина)
Жнин (пол. Żnin) — гмина (волость) в Польше, входит как административная единица в Жнинский повет, Куявско-Поморское воеводство. Население — 24 196 человек (на 2004 год).

## Сельские округа
1. Бяложевин
2. Божеевице
3. Божеевички
4. Бжискожистев
5. Бжискожистевко
6. Цереквица
7. Хомёнжа-Ксенжа
8. Доханово
9. Гожице
10. Ядовники-Бельске
11. Ядовники-Рыцерске
12. Янушково
13. Ярошево
14. Качково
15. Качкувко
16. Мурчин
17. Мурчинек
18. Надборово
19. Парыж
20. Подгужин
21. Подобовице
22. Редчице
23. Рыдлево
24. Сарбиново
25. Селец
26. Скарбенице
27. Слабомеж
28. Слембово
29. Усциково
30. Вавжинки
31. Венецья
32. Вильчково
33. Добрылево
34. Вуйцин
35. Жнин-Весь

## Прочие поселения
1. Кежково
2. Собеюхы
3. Сулиново
4. Усташево

## Соседние гмины
1. Гмина Барцин
2. Гмина Дамаславек
3. Гмина Домброва
4. Гмина Гонсава
5. Гмина Яновец-Велькопольски
6. Гмина Кцыня
7. Гмина Лабишин
8. Гмина Рогово
9. Гмина Шубин
10. Гмина Вапно